# أرت جيمرسون
أرت جيمرسون (بالإنجليزية: Art Jimmerson؛ 4 أغسطس 1963 – 8 مايو 2024) كان مُقاتل فنون قتالية مختلطة أمريكي.

## وصلات خارجية
- أرت جيمرسون على موقع بوكس ريك (الإنجليزية) (registration required)
- أرت جيمرسون على موقع يو إف سي (الإنجليزية)
- أرت جيمرسون على موقع شيردوغ (الإنجليزية)
- أرت جيمرسون على موقع IMDb (الإنجليزية)
- أرت جيمرسون على موقع قاعدة بيانات الفيلم (الإنجليزية)